# 埃格韦尔
埃格韦尔是德国巴伐利亚州的一个市镇。总面积9.39平方公里，总人口1118人，其中男性555人，女性563人（2011年12月31日），人口密度119人/平方公里。